# مانهاتن
مانهاتن أو منهاتن (بالإنجليزية: Manhattan) هي أشهر مناطق مدينة نيويورك في الولايات المتحدة الأمريكية، وهي واحدة من خمس مناطق تقسم إليها مدينة نيويورك، وتقع في جزيرة في وسط المدينة على مصب نهر هدسون، وتوجد فيها حديقة سنترال بارك، بالإضافة إلى أفخم الفنادق والمطاعم والمنازل والشركات ومبنى البلدية والعمدة وغيرها من المصالح العامة، وهي المنطقة التي وقع فيها تفجير مركزي التجارة العالمي يوم 11 سبتمبر 2001.

## التاريخ
وفقا لإحدى الروايات، اشترى المستعمرون منطقة مانهاتن من قبيلة من السكان الأصليين مقابل مبلغ 60 غيلدر (قدّر بحوالي 24 دولار أمريكي).

### القرن العشرون

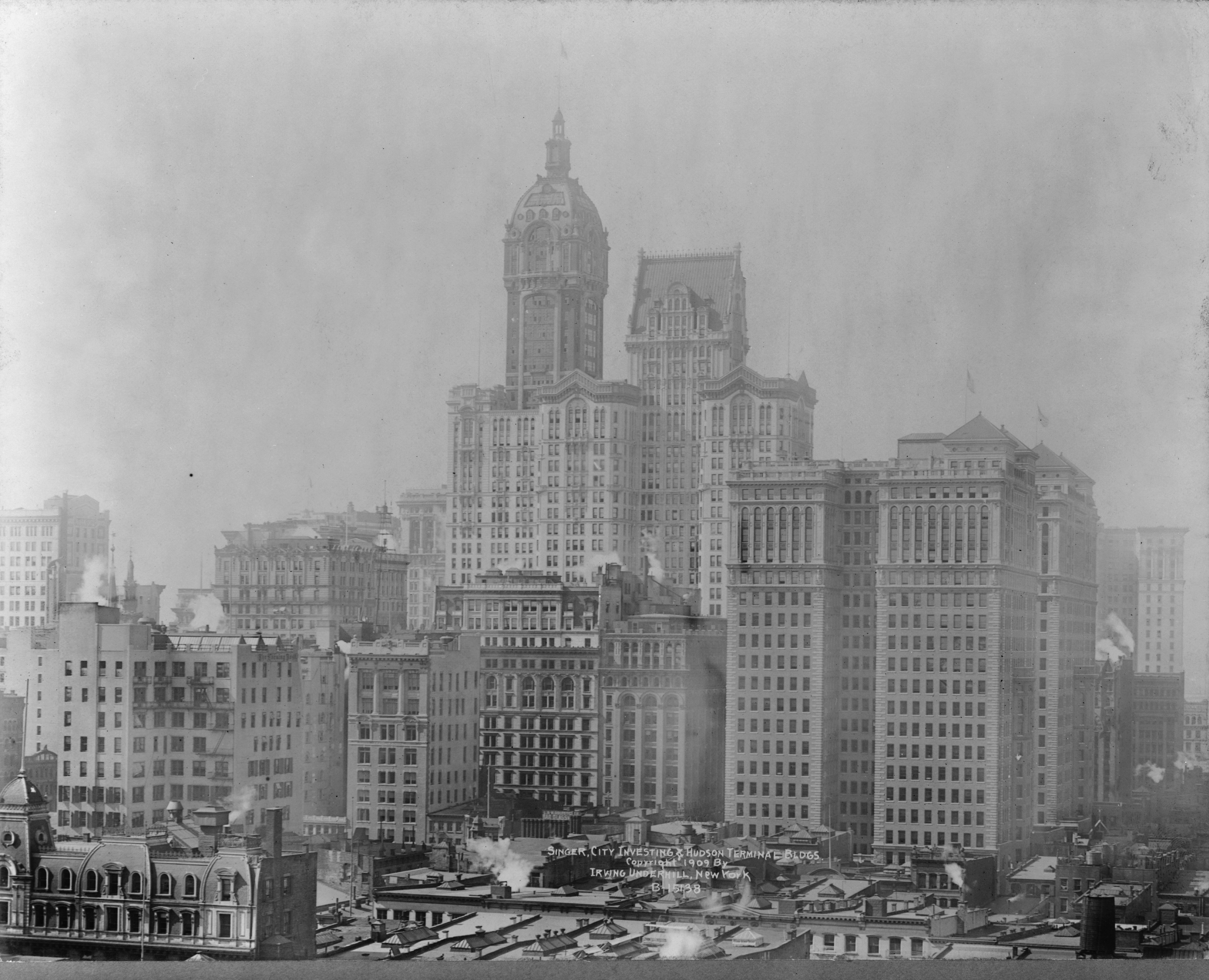
المدينة عام 1909 م

### أحداث 11 سبتمبر 2001

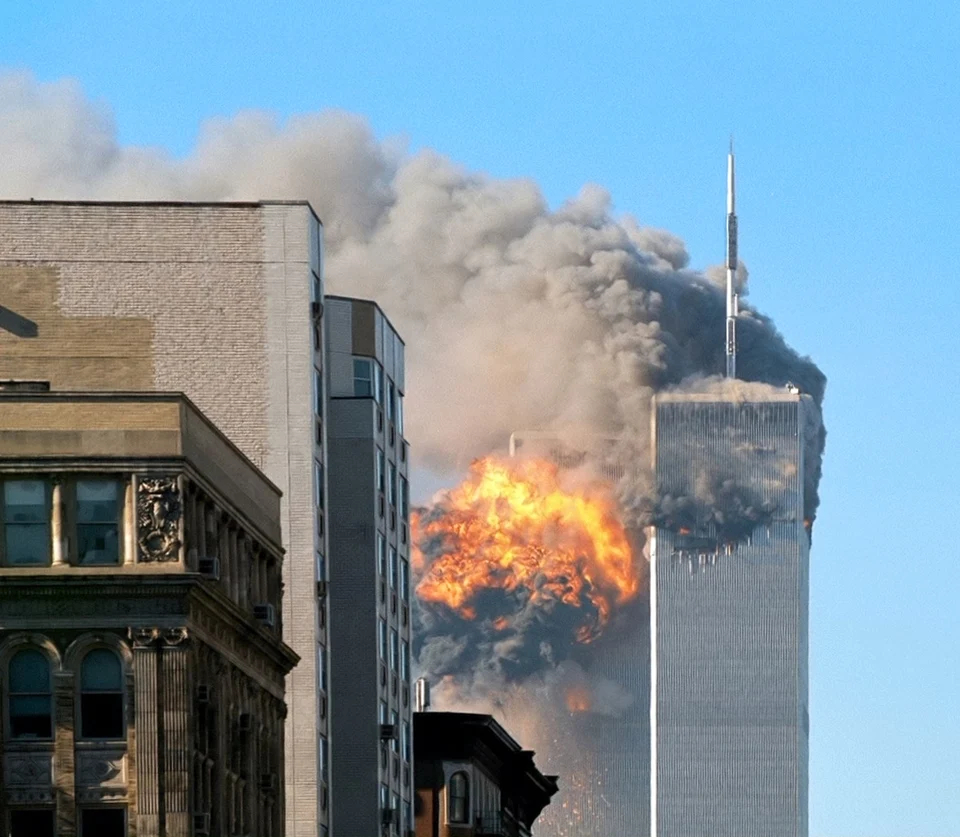
احدى الطائرتين التي تحمل رحلة رقم 175 تصطدم بالبرج الجنوبي لمركز التجارة العالمي في 11 سبتمبر 2001

في الحادي عشر من سبتمبر لعام 2001 اصطدمت طائرتان من أصل أربع طائرات في برجا مركز التجارة العالمي في مانهاتن ما أدى إلى انهيارهما، كما انهار مبنى التجارة العالمي 7 ولم يكن قد استهدف بشكل مباشر، كما تضرر مجمع مركز التجارة العالمي ولاحقاً تم تدميره بشكل كامل.

## الجغرافيا

### المقاطعات المجاورة
-هارلم
-هيلز كيتشن

## الحكومة

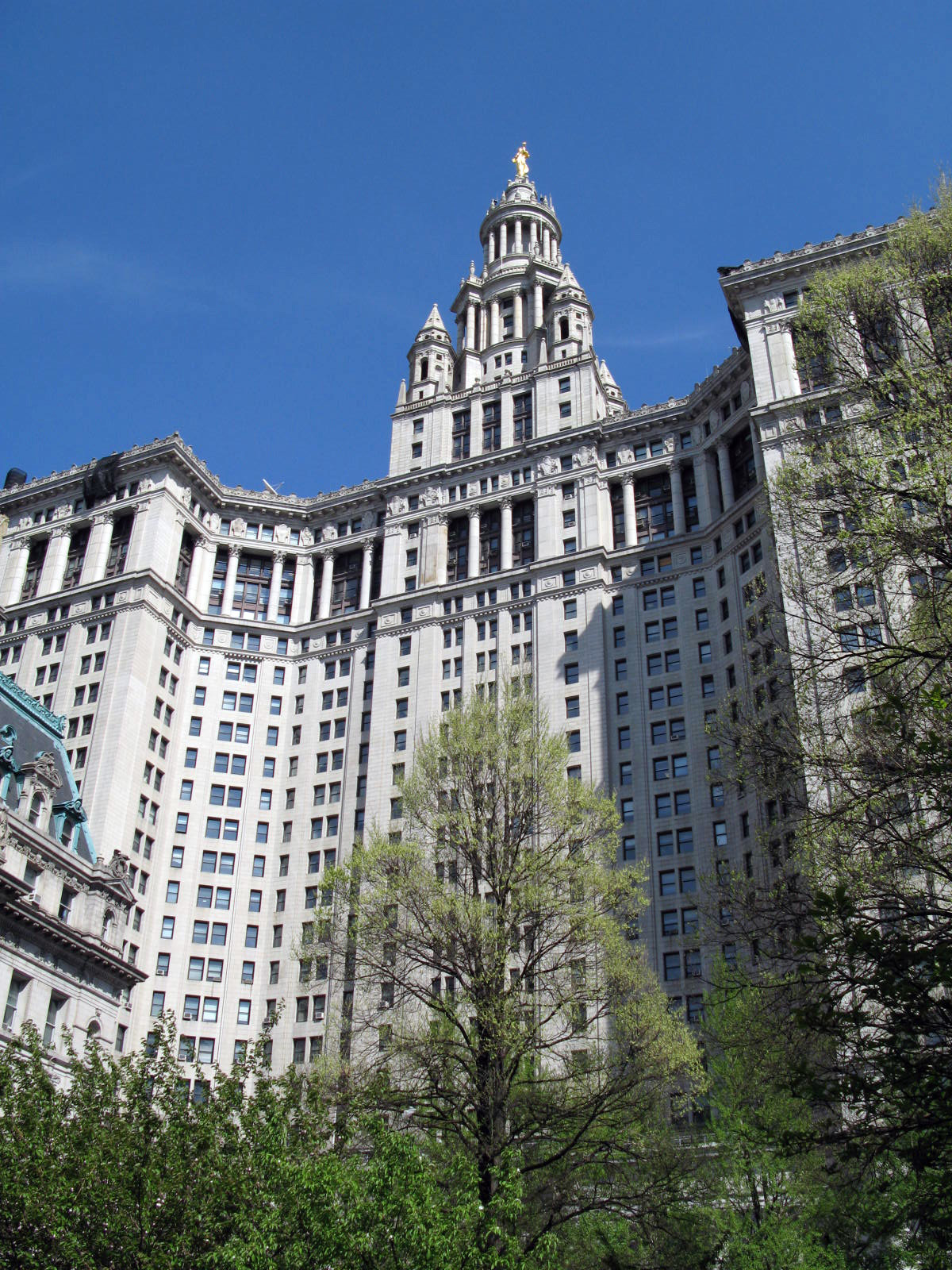
مبنى بلدية نيويورك في مانهاتن

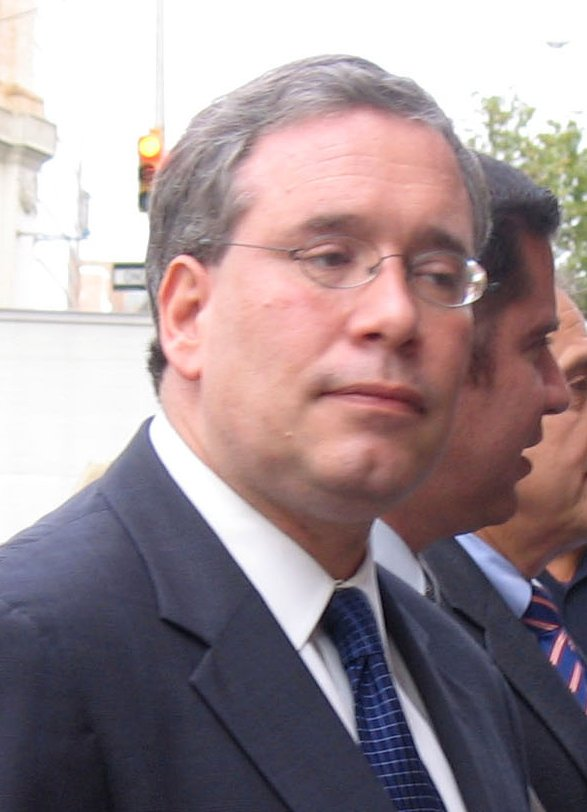
سكوت سترينغر: المسؤول الأعلى في مانهاتن

### السياسة
| السنة | الحزب الديموقراطي | الحزب الجمهوري |
| ----- | ----------------- | -------------- |
| 2008  | 85.7% 572,126     | 13.5% 89,906   |
| 2004  | 82.1% 526,765     | 16.7% 107,405  |
| 2000  | 79.8% 449,300     | 14.2% 79,921   |
| 1996  | 80.0% 394,131     | 13.8% 67,839   |
| 1992  | 78.2% 416,142     | 15.9% 84,501   |
| 1988  | 76.1% 385,675     | 22.9% 115,927  |
| 1984  | 72.1% 379,521     | 27.4% 144,281  |
| 1980  | 62.4% 275,742     | 26.2% 115,911  |
| 1976  | 73.2% 337,438     | 25.5% 117,702  |
| 1972  | 66.2% 354,326     | 33.4% 178,515  |
| 1968  | 70.0% 370,806     | 25.6% 135,458  |
| 1964  | 80.5% 503,848     | 19.2% 120,125  |
| 1960  | 65.3% 414,902     | 34.2% 217,271  |
| 1956  | 55.74% 377,856    | 44.26% 300,004 |
| 1952  | 58.47% 446,727    | 39.30% 300,284 |
| 1948  | 52.20% 380,310    | 33.18% 241,752 |

الحزب الديموقراطي هو خيار الناخبين في مانهاتن، أما ممثلو الحزب الجمهوري فهم أقلية في الساحة السياسية حيث لم يحصلوا إلا على 12% من أصوات الناخبين، في المقابل كانت حصة الديموقراطيين 66.1% من أصوات الناخبين سنة 2004.

## السكان
يبلغ عدد سكانها قرُابة 788 ألف نسمة .

## المعالم

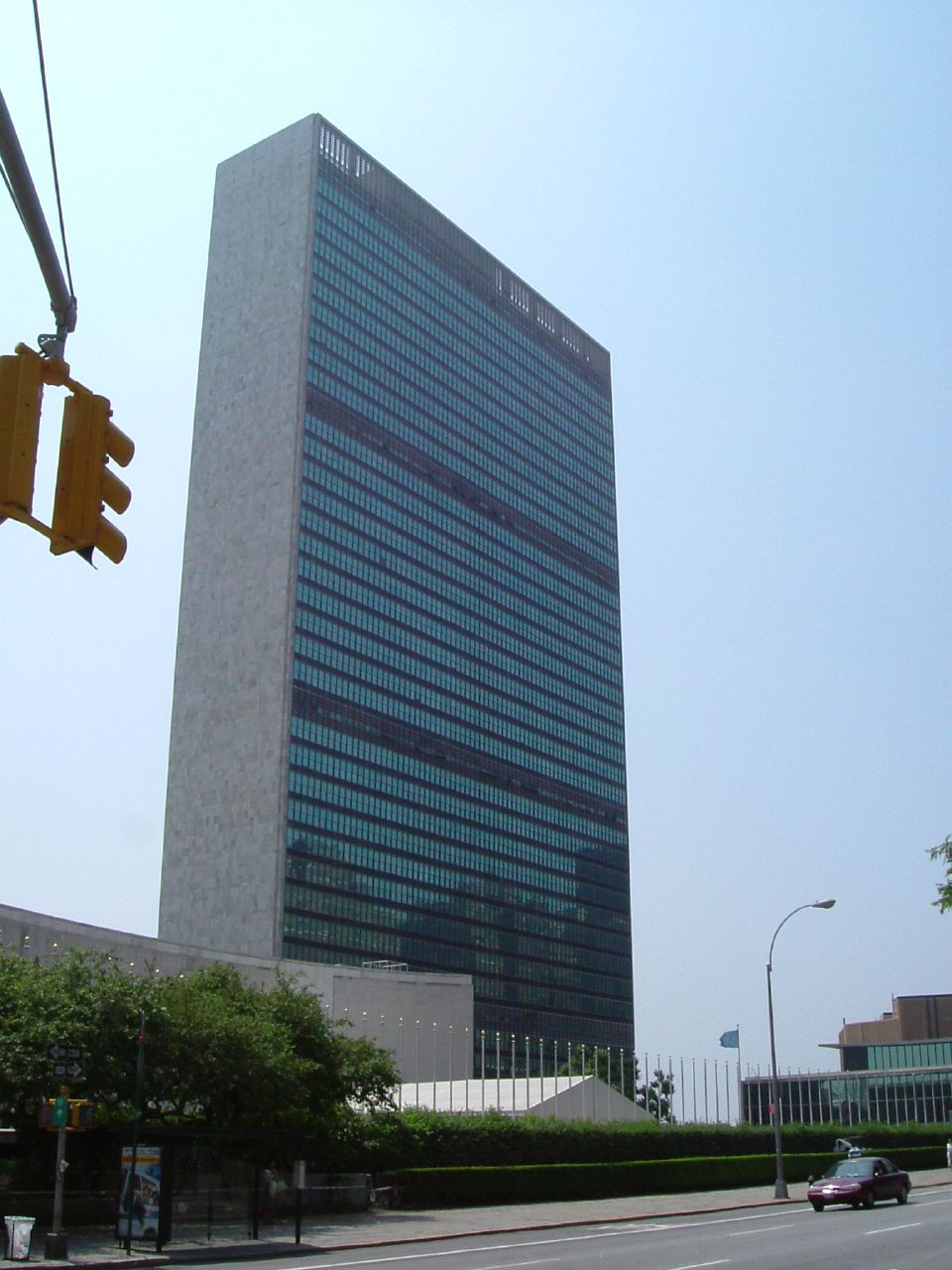
مقر الأمم المتحدة

## أنظر ايضا
- مانهاتنهينج

## وصلات خارجية